# Science-Fiction-Jahr 1840
Übersicht

◄◄ | ◄ | 1836 | 1837 | 1838 | 1839 | Science-Fiction-Jahr 1840 | 1841 | 1842 | 1843 | 1844 | ► | ►►

Weitere Ereignisse

## Geboren
- Jakub Arbes († 1914)
- Fanny von Bernstorff († 1930)
- Max Haushofer Jr. († 1907)